# Grapsoidea
Grapsoidea (Macleay, 1838) è una superfamiglia di granchi.

## Tassonomia
Comprende 8 famiglie:
- Gecarcinidae Macleay, 1838
- Glyptograpsidae Cuesta & Felder, 2001
- Grapsidae Macleay, 1838
- Leptograpsodidae Guinot, N.K. Ng & Rodriguez Moreno, 2018
- Percnidae Števcic, 2005
- Plagusiidae Dana, 1851
- Sesarmidae Dana, 1851
- Varunidae Milne Edwards, 1853
- Xenograpsidae N.K. Ng, Davie, Schubart & P.K.L. Ng, 2007